# Sternwarte Weikersheim

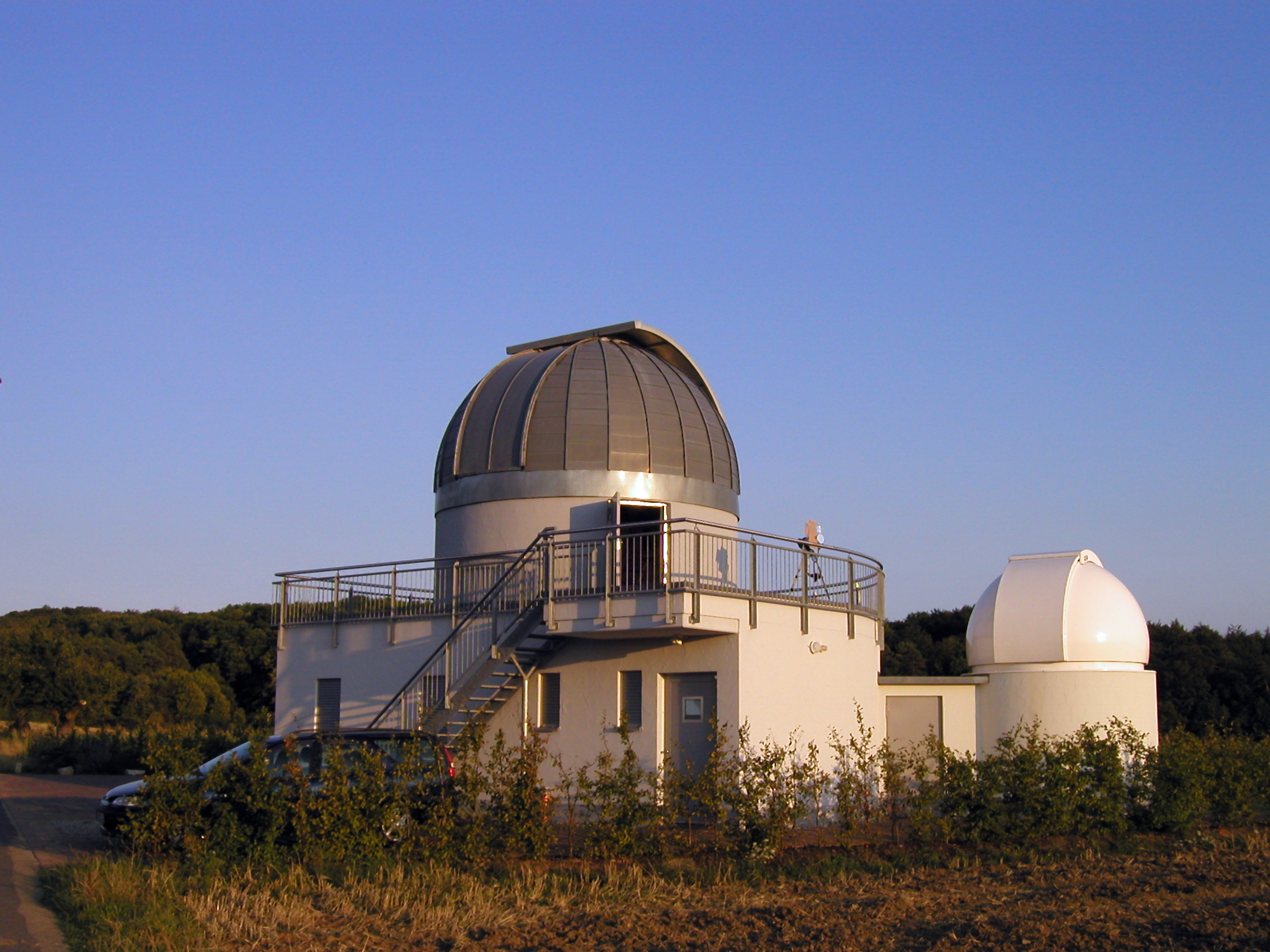
Sternwarte Weikersheim

Die Sternwarte Weikersheim befindet sich unweit der Landesgrenze zwischen Baden-Württemberg und Bayern. Diese liegt direkt am Planetenweg, der von der Schäftersheimer Straße über den Karlsberg bis nach Queckbronn führt. Die Sternwarte ist Eigentum der Stadt Weikersheim und wird von der Astronomischen Vereinigung Weikersheim e. V. betrieben.

## Geschichte
Ursprünglich stand die erste Kuppel der Sternwarte im Bad Mergentheimer Ortsteil Wachbach und war in privater Hand. Durch eine Initiative des Rotaryclubs wurde diese für die Stadt Weikersheim erworben und 1978 auf dem Galgenberg aufgebaut. Die Anlage wurde seitdem ständig saniert und erweitert. Im Laufe der Jahre wurden zum Beispiel eine neue Technik zum Verschließen des Kuppelspalts, eine neue Kuppeldachdeckung oder eine optimal platznutzende Tischplatte errichtet. Im Jahre 2003 wurde das Hauptgerät, ein 30-cm-Cassegrain, von einem moderneren Cassegrain-Teleskop abgelöst. Dieses Teleskop hat einen Spiegeldurchmesser von 50 cm, sammelt also etwa dreimal so viel Licht wie das alte Teleskop. Visuell reicht es bis zu Sternen der 15. Größenklasse.
Von 2005 bis 2007 wurde die Sternwarte grundlegend umgebaut. Heute existiert neben den beiden Beobachtungskuppeln auch ein Seminarraum. In diesem kann den interessierten Besuchern auch bei bewölktem Himmel ein attraktives Programm geboten werden. Betrieben wird die Sternwarte von der Astronomischen Vereinigung Weikersheim e.V. Knapp 120 ehrenamtlich tätige Hobbyastronomen gehören dem Verein an. Er will Kenntnisse der Astronomie und Raumfahrt an Laien vermitteln bzw. solches Wissen vertiefen. Er betreibt Öffentlichkeitsarbeit in Form von Sternführungen und Vorträgen. Als Volkssternwarte steht sie allen interessierten Besuchern, insbesondere Amateurastronomen und Schülern, offen.

## Ausstattung der Sternwarte
Kuppel 1
- 18-Zoll f/8 Ritchey-Chrétien Spiegelteleskop in Gittertubuskonstruktion mit 3720 mm Brennweite in der größeren der beiden Kuppeln. Es dient seit November 2017 der Beobachtung und Fotografie von Planeten und „Deep Sky“-Objekten und ist das Hauptinstrument für Besuchergruppen.
- 140-mm f/7 Apochromat TEC-140 mit 980 mm Brennweite für die visuelle Beobachtung und Astrofotografie sowie ein Herschelprisma zur Möglichkeit der Sonnenbeobachtung im Weißlicht.
- 80-mm f/15 Vixen-Refraktor 80L, welcher zum Aufsuchen, Beobachten der Objekte sowie dem Autoguiding dient
- 80-mm Lunt 80 H-Alpha-Sonnenteleskop
- Montierung: 10 Micron GM4000 deutsche Montierung

Kuppel 2
- 14-Zoll f/10 Ritchey-Chrétien-Spiegelteleskop mit 3350 mm Brennweite
- 8-Zoll f/4 Newton-Teleskop mit 800 mm Brennweite für die Astrofotografie
- 80-mm f/11 Vixen-Refraktor 80M, welcher als Aufsuch- und Leitinstrument dient
- Montierung: 10 Micron GM3000 deutsche Montierung

Die Sternwartenkuppel hat einen Durchmesser von etwa 6,00 m und eine Höhe von etwa 5 m.

## Der Planetenweg

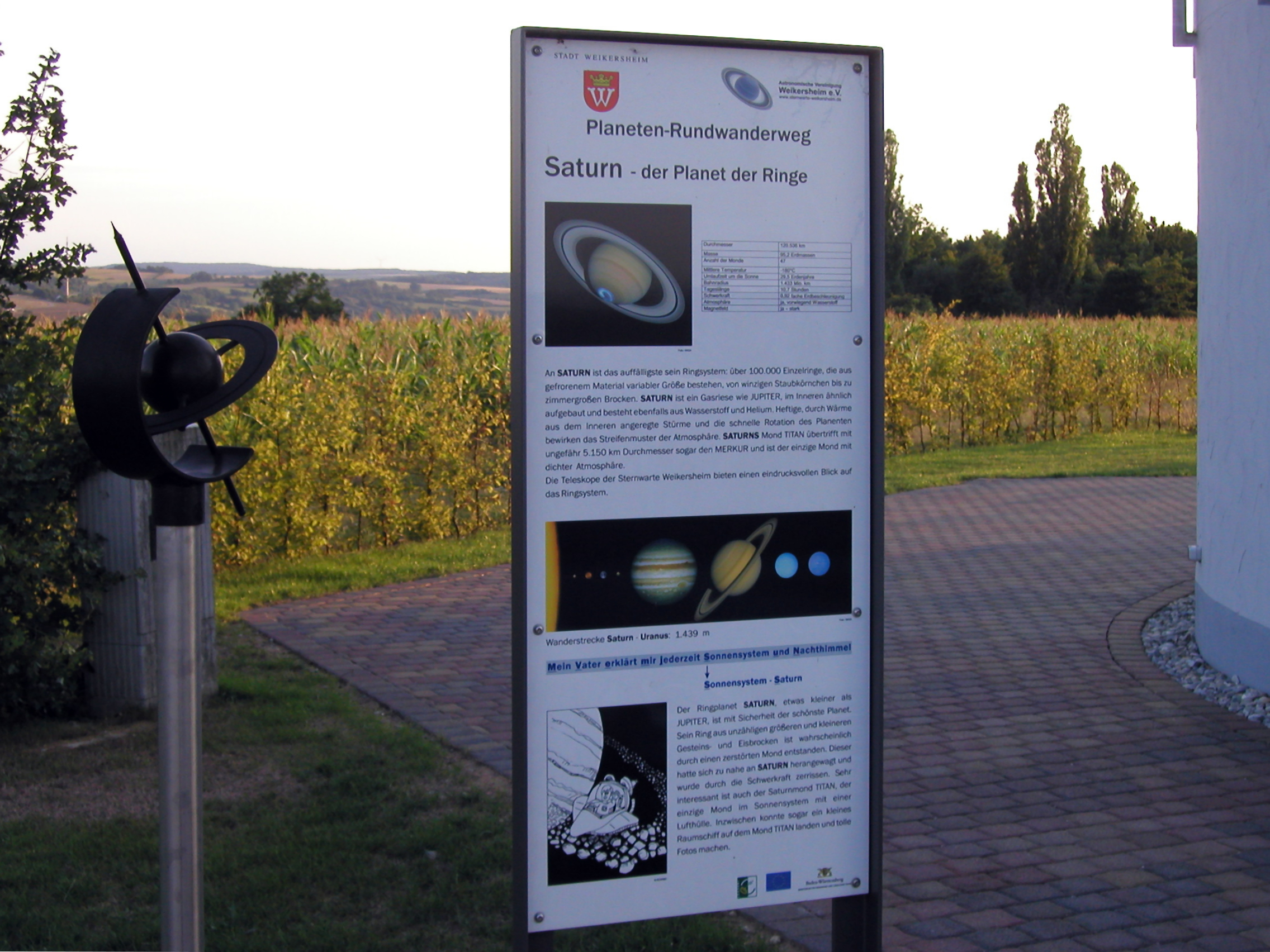
Modell und Tafel zum Planeten Saturn neben der Sternwarte

1980 errichtete die Astronomische Vereinigung auf Initiative des Röttinger Sonnenuhrenbauers Kurt Fuchslocher einen der ersten europäischen Planetenwege. Im Maßstab von 1:1.000.000.000 kann vom Beginn der Kreuzallee im Tal der Tauber bis zum Creglinger Ortsteil Niederrimbach die Größe des Sonnensystems erwandert werden. Unsere Sonne wird durch eine etwa 1,5 m große Kugel symbolisiert, und nach 6,5 km erreicht man den Pluto mit 2 mm Durchmesser.